# رينا سوفر
رينا سوفر (بالإنجليزية: Rena Sofer) ممثلة أمريكية من مواليد 2 ديسمبر 1968 في لوس أنجلوس, ولدت لأب حاخام يهودي أرثوذكسي، شاركت في عدة أفلام ومسلسلات من أشهرها مسلسل تونتي فور ومسلسل هيروز ومسلسل أطلق الرصاص علي!, حصلت على جائزة الإيمي لأفضل ممثلة مساعدة عند دورها في مسلسل المستشفى العام في موسم 1995.

## روابط خارجية
- رينا سوفر على موقع IMDb (الإنجليزية)
- رينا سوفر على موقع روتن توميتوز (الإنجليزية)
- رينا سوفر على موقع ألو سيني (الفرنسية)
- رينا سوفر على موقع أول موفي (الإنجليزية)
- رينا سوفر على موقع قاعدة بيانات الأفلام السويدية (السويدية)
- رينا سوفر على موقع إن إن دي بي (الإنجليزية)
- رينا سوفر على موقع قاعدة بيانات الفيلم (الإنجليزية)
- رينا سوفر على موقع كينوبويسك (الروسية)